# Murupuka
Murupuka är ett periodiskt vattendrag i Burundi.   Det ligger i provinsen Cankuzo, i den östra delen av landet, 130 km öster om huvudstaden Bujumbura.
Omgivningarna runt Murupuka är en mosaik av jordbruksmark och naturlig växtlighet. Runt Murupuka är det ganska tätbefolkat, med 155 invånare per kvadratkilometer.